# Вольная борьба на летних Олимпийских играх 1972 — до 90 кг
Соревнования по вольной борьбе в рамках Олимпийских игр 1972 года в полутяжёлом весе (до 90 килограммов) прошли в Мюнхене с 27 по 31 августа 1972 года во «Wrestling-Judo Hall».
Турнир проводился по системе с начислением штрафных баллов.
- 0 штрафных очков в случае чистой победы или дисквалификации противника, а также неявки;
- 0,5 штрафных очка в случае победы ввиду явного технического превосходства (на восемь и более баллов);
- 1 штрафное очко в случае победы по баллам (с разницей менее восьми баллов);
- 2 штрафных очка в случае результативной ничьей;
- 2,5 штрафных очка в случае безрезультатной ничьей (пассивной ничьей);
- 3 штрафных очка в случае поражения по баллам (с разницей менее восьми баллов);
- 3,5 штрафных очка в случае поражения ввиду явного технического превосходства соперника (на восемь и более баллов);
- 4 штрафных очка в случае чистого поражения или дисквалификации а также неявки.

Трое оставшихся борцов выходили в финал, где проводили встречи между собой. Встречи между финалистами, состоявшиеся в предварительных схватках, шли в зачёт. Схватка по регламенту турнира продолжалась 9 минут в три трёхминутных периода, в партер ставили менее активного борца. Мог быть назначен овертайм.
В полутяжёлом весе боролись 23 участника. Самым молодым участником был 20-летний Мехмет Гючлю, самым возрастным 34-летний Чангди Рам. Действующим чемпионом мира был Руси Петров; кроме него на медали претендовал чемпион мира 1970 года Геннадий Страхов. Однако чемпионом Олимпийских игр стал дебютант международных соревнований Бен Петерсон. Финала в этой категории так же, как и в предыдущем среднем весе, не состоялось. После шестого круга осталось лишь двое борцов, имеющих право участия в турнире: Геннадий Страхов и Бен Петерсон, но они уже встречались между собой в третьем круге, и свели встречу вничью. Количество штрафных баллов у них тоже было одинаковым, и золотая медаль была отдана Петерсону по большему числу чистых побед. Третье место занял Карой Байко, имевших на пол-балла меньше, чем выбывший вместе с ним Руси Петров.

## Призовые места
- Бен Петерсон (USA)
- Геннадий Страхов (URS)
- Карой Байко (HUN)

## Первый круг
| Штрафных баллов | Участник 1             | Результат               | Участник 2               | Штрафных баллов |
| --------------- | ---------------------- | ----------------------- | ------------------------ | --------------- |
| 0               | Карой Байко (HUN)      | Туше (5:50)             | Макото Камада (JPN)      | 4               |
| 0               | Реза Хоррами (IRI)     | Туше (0:53)             | Этьен Мартинетти (SUI)   | 4               |
| 0               | Рауль Гарсия (MEX)     | Туше (0:53)             | Алиуне Камара (SEN)      | 4               |
| 1               | Бен Петерсон (USA)     | По очкам                | Павел Куржевский (POL)   | 3               |
| 0               | Джордж Саундерс (CAN)  | Туше (1:59)             | Чандги Рам (IND)         | 4               |
| 0,5             | Геннадий Страхов (URS) | За явным превосходством | Роланд Андерссон (SWE)   | 3,5             |
| 1               | Барбаро Морган (CUB)   | По очкам                | Йон Мартон (ROU)         | 3               |
| 0               | Гюнтер Шпиндлер (GDR)  | Туше (1:42)             | Квак Кван Юн (KOR)       | 4               |
| 1               | Мишель Гранье (FRA)    | По очкам                | Умберто Марчегьяни (ITA) | 3               |
| 0               | Руси Петров (BUL)      | Туше (3:41)             | Рон Гринстид (GBR)       | 4               |
| 1               | Мехмет Гюглу (TUR)     | По очкам                | Жигжидийн Мунхбат (MGL)¹ | 3               |
| 0               | Эрнст Кнолль (FRG)     | Пропускал               |                          |                 |

¹ Снялся с соревнований

## Второй круг
| Штрафных баллов | Участник 1               | Результат   | Участник 2             | Штрафных баллов |
| --------------- | ------------------------ | ----------- | ---------------------- | --------------- |
| 1               | Карой Байко (HUN)        | По очкам    | Эрнст Кнолль (FRG)     | 3               |
| 1               | Реза Хоррами (IRI)       | По очкам    | Макото Камада (JPN)    | 7               |
| 4               | Этьен Мартинетти (SUI)   | Туше (1:38) | Алиуне Камара (SEN)    | 8               |
| 1               | Бен Петерсон (USA)       | Туше (8:09) | Рауль Гарсия (MEX)     | 4               |
| 4               | Павел Куржевский (POL)   | По очкам    | Джордж Саундерс (CAN)¹ | 3               |
| 0,5             | Геннадий Страхов (URS)   | Туше (2:45) | Чандги Рам (IND)       | 8               |
| 2               | Барбаро Морган (CUB)     | По очкам    | Роланд Андерссон (SWE) | 6               |
| 5               | Квак Кван Юн (KOR)       | По очкам    | Йон Мартон (ROU)       | 6               |
| 2               | Мишель Гранье (FRA)      | По очкам    | Гюнтер Шпиндлер (GDR)  | 3               |
| 5               | Умберто Марчегьяни (ITA) | Ничья       | Рон Гринстид (GBR)     | 6               |
| 1               | Руси Петров (BUL)        | По очкам    | Мехмет Гюглу (TUR)     | 4               |

¹ Снялся с соревнований

## Третий круг
| Штрафных баллов | Участник 1             | Результат               | Участник 2               | Штрафных баллов |
| --------------- | ---------------------- | ----------------------- | ------------------------ | --------------- |
| 2               | Реза Хоррами (IRI)     | По очкам                | Эрнст Кнолль (FRG)       | 6               |
| 1,5             | Карой Байко (HUN)      | За явным превосходством | Этьен Мартинетти (SUI)   | 7,5             |
| 4,5             | Павел Куржевский (POL) | За явным превосходством | Рауль Гарсия (MEX)       | 7,5             |
| 3               | Бен Петерсон (USA)     | Ничья                   | Геннадий Страхов (URS)   | 2,5             |
| 2               | Барбаро Морган (CUB)   | Туше (1:00)             | Квак Кван Юн (KOR)       | 9               |
| 3,5             | Гюнтер Шпиндлер (GDR)  | За явным превосходством | Умберто Марчегьяни (ITA) | 8,5             |
| 1,5             | Руси Петров (BUL)      | За явным превосходством | Мишель Гранье (FRA)      | 5,5             |
| 4               | Мехмет Гюглу (TUR)     | Пропускал               |                          |                 |

## Четвёртый круг
| Штрафных баллов | Участник 1             | Результат   | Участник 2             | Штрафных баллов |
| --------------- | ---------------------- | ----------- | ---------------------- | --------------- |
| 1,5             | Карой Байко (HUN)      | Туше (8:25) | Мехмет Гюглу (TUR)     | 8               |
| 4               | Бен Петерсон (USA)     | По очкам    | Реза Хоррами (IRI)     | 5               |
| 2,5             | Геннадий Страхов (URS) | Туше (1:52) | Павел Куржевский (POL) | 8,5             |
| 3               | Барбаро Морган (CUB)   | По очкам    | Мишель Гранье (FRA)    | 8,5             |
| 4,5             | Гюнтер Шпиндлер (GDR)  | По очкам    | Руси Петров (BUL)      | 4,5             |

## Пятый круг
| Штрафных баллов | Участник 1             | Результат   | Участник 2            | Штрафных баллов |
| --------------- | ---------------------- | ----------- | --------------------- | --------------- |
| 7               | Реза Хоррами (IRI)     | Ничья       | Карой Байко (HUN)     | 3,5             |
| 4               | Бен Петерсон (USA)     | Туше (5:24) | Барбаро Морган (CUB)  | 7               |
| 3               | Геннадий Страхов (URS) | По очкам    | Гюнтер Шпиндлер (GDR) | 8               |
| 4,5             | Руси Петров (BUL)      | Пропускал   |                       |                 |

## Шестой круг
| Штрафных баллов | Участник 1             | Результат   | Участник 2        | Штрафных баллов |
| --------------- | ---------------------- | ----------- | ----------------- | --------------- |
| 4               | Бен Петерсон (USA)     | Туше (2:41) | Руси Петров (BUL) | 7               |
| 4               | Геннадий Страхов (URS) | По очкам    | Карой Байко (HUN) | 6,5             |